# Mecyna lutealis
Mecyna lutealis is een vlinder uit de familie van de grasmotten (Crambidae), uit de onderfamilie van de Spilomelinae. De wetenschappelijke naam van deze soort is voor het eerst voorgesteld als Botys lutealis door Philogène-Auguste-Joseph Duponchel in een publicatie uit 1832.
De soort komt voor in Midden- en Zuid-Europa waaronder Duitsland, Tsjechië, Frankrijk, Luxemburg, Zwitserland, Oostenrijk, Hongarije, Roemenië, Spanje, Italië, Sicilië, Kroatië, Bosnië en Herzegovina, Servië, Albanië, Noord-Macedonië en Griekenland. Verder komt deze soort voor in Marokko en Israël.